# Italiano antico e nuovo
Italiano antico e nuovo è un saggio di Gian Luigi Beccaria, docente di Storia della lingua italiana all'Università di Torino, edito dalla Garzanti.

## Caratteristiche
Si tratta di uno dei libri più noti di Beccaria, tra i massimi critici letterari e studiosi di Linguistica italiani.

Nel libro (401 pagine), si parla poco di scrittori e poeti, e molto della lingua italiana parlata. Il testo 

Nell'introduzione, l'autore scrive: 

Nonostante la materia sia complessa e l'esemplificazione richieda lunghe elencazioni, la lettura è sempre scorrevole, e spesso divertente: 

## Struttura
Il libro è suddiviso in dieci capitoli:
1. Lo zoccolo antico
2. L'unificazione dell'italiano
3. La propagazione verso il basso
4. Italia variabile: le varietà regionali
5. L'italiano parlato
6. Giusto o sbagliato?
7. Linguaggi settoriali
8. Lo chiamano italiese
9. Italiano lingua selvaggia?
10. Il facile, il difficile, l'ambiguo

Il volume è arricchito da tre ampi indici (dei nomi, degli argomenti, e glossario), che facilitano la consultazione.

## Edizioni
- Italiano antico e nuovo, Milano, Garzanti, 1988, ISBN 88-11-59807-9.